# 한국문화재단 (1979년)
한국문화재단은 서울특별시 신사동에 있었던 재단이다.
한국문화재단은 라면회사인 삼양식품 창업자 전중윤 명예회장이 1979년 3월 '명덕문화재단'이라는 이름으로 만들었지만, 설립 다음해인 1980년 7월 전중윤 등 설립 관계자 전원이 사퇴하고 박근혜 후보가 이사장이 됐다. 이후 32년간 줄곧 이사장을 맡고 있다.
2002년 박 후보가 한나라당을 탈당하고 한국미래연합을 창당하면서 탈당 선언문을 박 후보 의원실이 아닌 한국문화재단에서 작성한 것으로 확인되면서 주목을 받았다
한국문화재단은 박근혜 후보가 국회의원 보궐선거에 나선 1998년부터 박 후보 지역구인 대구 달성지역 학생들에게 장학금을 집중적으로 지원하였다.
2012년 6월 25일 이사회 결의로 한국문화재단은 해산했고, 자산 13억원은 육영재단으로 넘겼다.

## 이사진
| 직책   | 이름   | 임기    | 경력                                                  | 비고                                                                                                |
| ------ | ------ | ------- | ----------------------------------------------------- | --------------------------------------------------------------------------------------------------- |
| 이사장 | 박근혜 | 1980.7~ |                                                       | |
| 이사   | 최외출 | 2007.6~ | - 경북 출생 - 영남대부총장 - 박정희정책새마을대학원장 | - 박근혜 5인 스터디 그룹 멤버 - 친박 교수 모임 '국가미래연구원' 발기인 - 국민행복캠프 기획조정 특보 |
| 이사   | 변환철 | 2007.6~ | - 대구 대륜고 - 중앙대 교수                           | 국가미래연구원 발기인                                                                               |
| 이사   | 이영석 | 2011.8~ |                                                       | |
| 이사   | 김달웅 | 2011.8~ | 전 경북대 총장                                        | 바른사회하나로연구원 상임대표                                                                       |
| 이사   | 김덕순 | 2011.8~ | 전 경기경찰청장                                       | 정수장학회 이사                                                                                     |
| 감사   | 김삼천 | 2009.9~ | 영남대, JSN코리아 대표                                | 상청회 회장                                                                                         |
| 감사   | 이창구 | 2006.1~ |                                                       | |

## 참고
1. ↑  32년간 박근혜 이사장, 한국문화재단이 ‘수상하다’, 《한겨레》, 2012.10.18
2. ↑  박근혜 이사장 재직 한국문화재단, 박후보 지역구에 장학금 집중, 《한겨레》, 2007.7.18
3. ↑  박근혜 한국문화재단 해산, 자산 13억원은 어디로? 보관됨 2015-02-24 - 웨이백 머신, 《한겨레》, 2012.10.24